# Justyna Wilk
Justyna Wilk, z.d. Ordak (ur. 8 lutego 1984 w Gdańsku) – polska siatkarka występująca na pozycji rozgrywającej. Od sezonu 2012/2013 występuje w klubie Jedynka Aleksandrów Łódzki.
Wychowanka klubu Gedania Gdańsk. W Gedanii trenowała od 1993 roku. Z tym zespołem wywalczyła m.in. złoty medal mistrzostw Polski kadetek, juniorek oraz młodziczek. Była również powoływana do młodzieżowych reprezentacji Polski. Wraz z reprezentacją odnosiła liczne sukcesy. Z reprezentacją narodową juniorek sięgnęła w Chorwacji po złoty medal mistrzostw Europy, a także brązowy medal mistrzostw świata z 2003 roku. W wieku 19 lat zdobyła srebro z mistrzostw Europy i brąz z mistrzostw świata kadetek. Z Gdańska przeniosła się do AZS-u AWF Poznań, z którym zdobyła dwa złote medale mistrzostw Europy Uczelni Wyższych. Po dwóch sezonach spędzonych w Poznaniu zdecydowała się na grę w Stali Mielec, której barwy reprezentowała do 2010. Po krótkim epizodzie w Rumi, zdecydowała się zasilić drużynę Silesii Volley. Następnie trafiła do Armatury Elitesek AZS UEK Kraków.

## Kluby
| Klub                             | Lata gry    |
| -------------------------------- | ----------- |
| Gedania Gdańsk                   | 1993 - 2006 |
| AZS AWF Poznań                   | 2006 - 2008 |
| KPSK Stal Mielec                 | 2008 - 2010 |
| Mosir/Sokół Silesia Volley       | 2010 - 2011 |
| Armatura Eliteski AZS UEK Kraków | 2011 - 2012 |
| Jedynka Aleksandrów Łódzki       | 2012 − 2013 |

## Sukcesy

### Osiągnięcia klubowe
- Mistrzostwo Polski Młodziczek:
  - : 1999
- Mistrzostwo Polski Juniorek:
  - : 2001
  - : 2002
- Mistrzostwa Europy Uczelni Wyższych:
  - : 2007, 2008

### Osiągnięcia reprezentacyjne
- Mistrzostwa Europy juniorek:
  - : 2002
- Mistrzostwa Świata Juniorek:
  -  2003
- Mistrzostwa Europy kadetek:
  - : 2001
- Mistrzostwa Świata kadetek:
  - : 2001